# Gérard de la télévision
Pour les articles homonymes, voir Gérard.
Les Gérard de la télévision est une cérémonie satirique qui se moque des pires programmes et animateurs de la télévision française, en parodiant les codes des cérémonies de remises de récompenses du type 7 d'Or et César.
À l'exception de la première édition en 2006, la cérémonie est retransmise chaque année sur la chaîne Paris Première jusqu’en 2018, date de la dernière cérémonie.

## Historique
Avant la création des « Gérard », leur créateur Frédéric Royer montre une passion pour la parodie. Il commence par écrire dans le journal Infos du Monde (1994-1998), l’ancêtre spirituel du Gorafi. Puis Infos du Monde devient On nous cache tout on nous dit rien, un « magazine d'investi-divagation » présenté par Arthur, qui à l’époque n’était pas si connu.
En 1999, Royer lance L’Examineur sur le Web, un mélange d’Infos du Monde et de The Onion. L’Examineur accède à la notoriété avec le faux scoop : « Élodie Gossuin est un homme », repris lors du concours de Miss Univers 2001 où Élodie Gossuin représentait la France par des journalistes malveillants ou trop naïfs, relayant cette intox.
Avant de créer la cérémonie des « Gérard », Royer a également travaillé pour le Groupe d'intervention culturelle Jalons, un groupe de « pasticheurs » lancé par Basile de Koch et Karl Zéro,.
Après le succès des premiers Gérard du cinéma, Frédéric Royer décide en novembre 2006 de créer les « Gérard de la télévision »,.
Le 15 janvier 2014, Frédéric Royer lance à Madrid « Los Gerardos de la tele », l’équivalent espagnol des Gérard.

## Prix

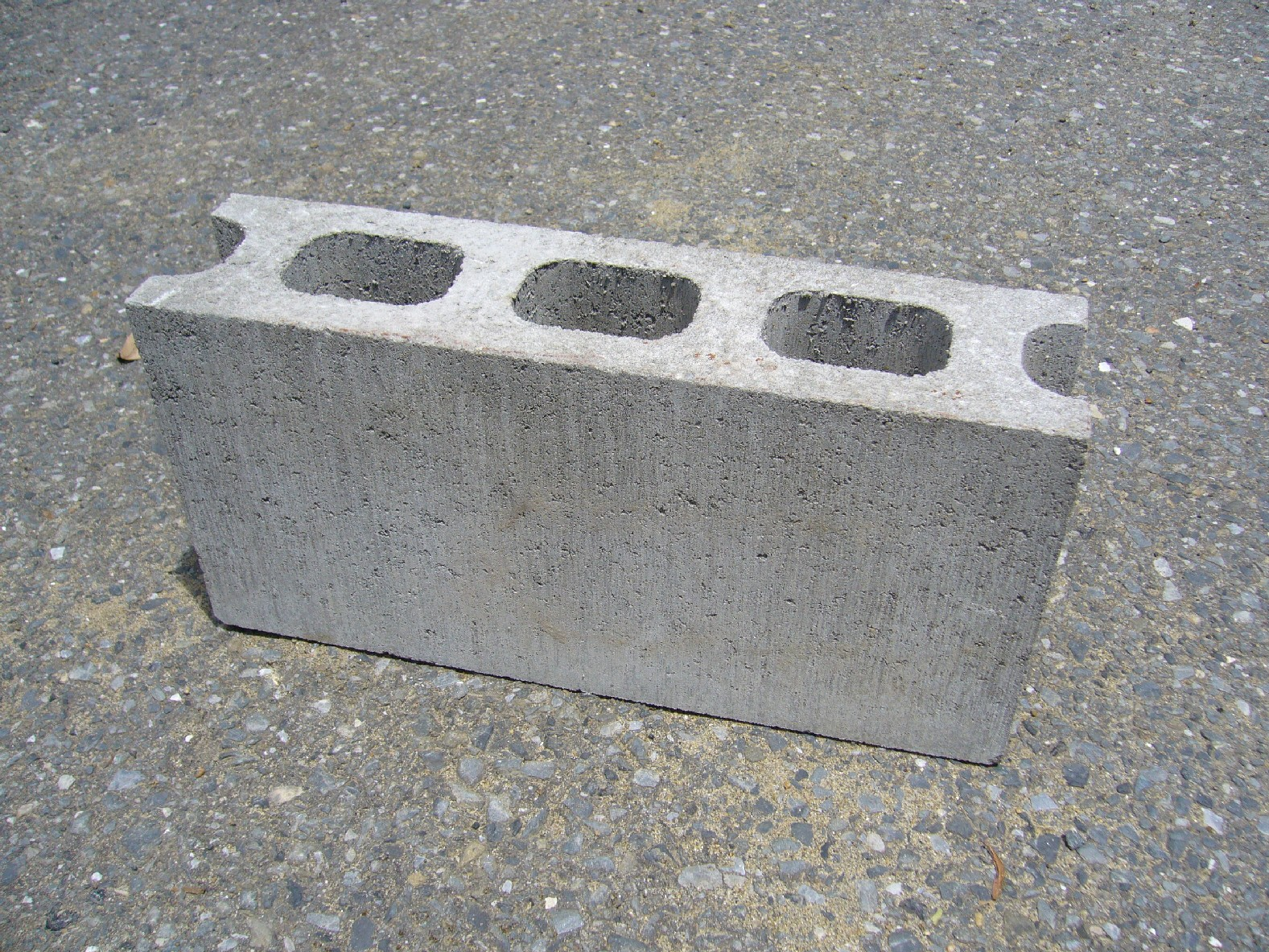
Le parpaing, le symbole (et le prix) remis aux récipiendaires des Gérard de la télévision.

Contrairement aux 7 d'or, et aux Césars dont ils sont la parodie, et sur l’imitation des Razzie Awards dont ils se sont inspirés, les récompenses des Gérard de la télévision, dans lesquelles sont « primés » les lauréats, varient chaque année au gré de l'inspiration des créateurs. Seule la catégorie « Gérard de la réalisatrice qui bénéficie le mieux des réseaux de son mari » — où le prix était systématiquement attribué à Arielle Dombasle, qui en était d'ailleurs l'unique « lauréate » — était présente chaque année à la manière d'un running gag, jusqu'à 2012.
De par la nature des catégories des Gérard de la télévision, peu de récipiendaires sont réellement venus chercher leur prix, même si les différents nommés des catégories des Gérard sont officiellement invités à la cérémonie. Parmi les exceptions, l'animatrice Valérie Damidot est venue en 2008 chercher son « Gérard de l'animatrice relou », ainsi que Valérie Payet qui est venue la même année chercher son « Gérard de la Valérie » acquis en 2007, avec un an de retard, voire Arthur.
En 2018, pour la première fois depuis sa création, une catégorie des Gérard comprend parmi les nommés la cérémonie des Gérard en elle-même, avec le « Gérard de l'émission d'humour dont le seul truc qui fait rire, c'est les audiences ».

## Palmarès et nominations

### 2007
L'événement a eu lieu le 10 décembre 2007 au théâtre du Splendid, et en direct sur la chaîne Paris Première.

### 2008
L'événement a eu lieu le 8 décembre 2008 au Théâtre Michel et en direct sur la chaîne Paris Première.

## Diffusion
La première cérémonie des « Gérard de la télévision » a lieu le 29 novembre 2006 au Réservoir à Paris.[réf. souhaitée]
La deuxième cérémonie a lieu le 10 décembre 2007 au théâtre du Splendid, pour la première fois en direct sur Paris Première.[réf. souhaitée]
La troisième cérémonie a eu lieu le 8 décembre 2008[réf. souhaitée], diffusée également en direct sur Paris Première, tout comme la quatrième le 7 décembre 2009[réf. souhaitée], la cinquième le 6 décembre 2010, la sixième le 20 décembre 2011, la septième le 17 décembre 2012, la huitième le 13 janvier 2014. et la neuvième le 19 janvier 2015.
La dixième cérémonie a lieu le 30 mai 2016 pour être en phase avec la fin d'année télévisuelle, qui s'étend de septembre à juin.
La onzième cérémonie est diffusée le 5 juin 2017 et médiatisée par la chaîne Paris Première comme étant la dixième, mais il s'agit en réalité de la onzième. Elle est la dixième cérémonie diffusée — la toute première n'ayant pas été retransmise.
La douzième cérémonie est diffusée le 4 juin 2018. C'est la dernière cérémonie en date.

## Audiences
L'audience des retransmissions télévisées des « Gérard de la télévision » a toujours été confidentielle, la chaine Paris Première n’étant pas diffusée sur la TNT. Cependant, les listes successives des nommés aux « Gérard » sont souvent propagées par la presse générale, l'utilisant comme un marronnier humoristique.
En juin 2018, la douzième cérémonie présentée par Frede Royer, Stéphane Rose, Émilie Arthapignet et Jérôme de Verdière a été suivie par 87 000 téléspectateurs selon Médiamétrie. La part de marché s'élève à 0,4 % sur les individus de quatre ans et plus.

## Polémiques
En 2011, le journaliste Bernard de la Villardière, lauréat du « Gérard du présentateur monomaniaque pour Enquête exclusive : sexe, drogues, alcool, viols, meurtres, sodomie sur personnes âgées : enquête sans concession dans la filière roumaine », réagit violemment : « Je trouve que le prix que j’ai reçu via Paris Première est un titre à la dénomination injurieuse, vulgaire, d’une vulgarité extrême », le journaliste voulant carrément faire un procès à Paris Première, alors que cette chaîne appartient à M6, qui diffuse également Enquête exclusive.
Un mois après l'édition 2013, dans l'émission Touche pas à mon poste !, Mouloud Achour (lauréat du « Gérard du quota ») traite les Gérard de « fils de pute » ; Frédéric Royer lui rétorque qu'il emploie un « langage de quota ».
En janvier 2015, un sketch mettant en scène le « dealer » de Cyril Hanouna déclenche la colère de l'animateur, auquel se joint Jean-Marc Morandini,.